# AR Prime
Alfombra roja prime (comúnmente llamado AR Prime) fue un programa de televisión chileno emitido por Canal 13, dedicado al espectáculo nacional e internacional. Es la versión nocturna de Alfombra roja (programa del mismo tipo emitido durante la tarde). Fue conducido por Eduardo Fuentes. El programa se estrenó el día viernes 5 de abril de 2013 en horario prime.

## Equipo técnico
- Producción: Bibiano Castelló.
- Dirección y coordinación: Cristián San Miguel.

### Presentador
|                 | Información              | Duración    |
| --------------- | ------------------------ | ----------- |
| Eduardo Fuentes | Comunicador audiovisual. | (2013-2014) |

### Panelistas[5]
- Ramón Llao: Actor.[6]
- René Naranjo: Periodista y comentarista de espectáculos.
- Edo Caroe: Humorista y mago.
- Ana María Gazmuri: Actriz.
- Panchita Rickenberg (Renata Bravo): Humorista.

Anteriores

- Carlos Durán: Abogado (Ciclo 1 - Capítulo 1-6).[7]
- Dra. María Luisa Cordero: Médico Psiquiatra (Ciclo 1 - Capítulo 7-13).
- Lucía López: Periodista y conductora de Alfombra roja (Ciclo 1 - Capítulo 1-13).
- Paulina Rojas: Periodista y panelista de Alfombra roja (Ciclo 1 - Capítulo 1-13).

## Invitados

### Ciclo 1 (2013)
- 5 de abril de 2013 a 29 de junio de 2013.

- -  Wilma González: Modelo erótica y actriz española.
  -  Mariana Marino: Modelo argentina.
  -  Hernán Calderón: Exesposo de Raquel Argandoña, padre de Raquel Calderón y Hernán Calderón Argandoña.
  -  Hernán Calderón Argandoña: Hijo de Raquel Argandoña y Hernán Calderón.
  -  Constanza Varela: Actriz y pintora.
  -  Ricarte Soto †: Ex crítico de Buenos días a todos.
  -  Pablo Schilling: Modelo, novio de Raquel Calderón.
  -  Dra. María Luisa Cordero: Médico psiquiatra.
  -  Angie Alvarado: Modelo, hija de Anita Alvarado.
  -  DJ Méndez: Cantante de rap y empresario.
  -  Nicolás Copano: Presentador de radio y televisión.
  -  Cristián Campos: Actor.
  -  Álvaro Gómez: Actor.
  -  Blanca Viera: Hermana de Gervasio.
  -  Leandro Viera: Hermano de Gervasio.
  -  Padre Jaime Fernández: Padre.
  -  José Molina Briones, periodista.
  -  Mónica Aguirre: Actriz, modelo y presentadora de la sección Papi Ricky en Alfombra roja.
  -  Óscar "Lolo" Peña: Exnovio de Raquel Argandoña.
  -  Ana María Gazmuri: Actriz.
  -  Sandra Solimano: Actriz.
  -  Patricio Laguna: Modelo.
  -  Pamela Jiles: Opinóloga de Intrusos.
  -  Maxi Fuentes: Opinólogo y personaje de la farándula.
  -  Marcelo Polino: Periodista y comentarista de espectáculos argentino.
  -  Diana Bolocco: Presentadora de televisión.
  -  Raúl Matas Jr: Hijo de Raúl Matas.
  -  Roberto Rojas: Exfutbolista.
  -  Viviana Flores: Ganadora de Mundos opuestos.
  -  Dominique Gallego: Panelista de Alfombra roja.
  -  Eduardo Bonvallet: Comentarista deportivo.
  -  Karina Sepúlveda: Ama de casa.
  -  Cristian Castro: Cantante.
  -  Marisela Santibáñez: Actriz y presentadora de televisión.
  -  Rocío Marengo: Modelo.
  -  Miguel Piñera: Cantante.

### Ciclo 2 (2013)
- 6 de julio de 2013 a 21 de septiembre de 2013.[8]

- -  José Miguel Viñuela: Animador de televisión.
  -  Felipe Viel: Animador de televisión.
  -  Bárbara Rebolledo: Ex animadora de televisión.
  -  Virginia Vallejo: Amante de Pablo Escobar.
  -  Bastián Paz: Humorista.
  -  Carola Julio: Crítica de espectáculos.
  -  Luis Jara: Cantante y animador de televisión.
  -  Paz Bascuñán: Actriz.
  -  Marcela Vacarezza: Periodista.
  -  Iván Zamorano: Futbolista retirado.
  -   Jorge Valdano
  -  Javiera Contador: Animadora de televisión.
  -  Carlos Pinto: Animador de televisión.
  -  Mario Sepúlveda: Exminero.
  -  Karen Doggenweiler: Animadora de televisión.
  -  Eli de Caso: Ex animadora de televisión.
  -  Sigrid Alegría: Actriz.
  -  Julián Elfenbein: Animador de televisión.
  -  Daniella Campos
  -  Pilar Cox: Ex animadora de televisión.
  -  Nicolás Massú: Tenista retirado.
  -  Carlos Larraín: Político.
  -  Paulina Nin: Ex animadora de televisión.
  -  Mario Kreutzberger Don Francisco: Animador de televisión.
  -  Débora Falabella: Actriz.
  -  Cauã Reymond: Actor.

### Ciclo 3 (2013)
- 28 de septiembre de 2013 a 21 de diciembre de 2013.
  -  Leo Caprile - Animador de televisión.
  -  Jean Philippe Cretton - Animador de televisión.
  -  Julia Vial - Animadora de televisión.
  -  Emilio Sutherland - Animador de televisión.
  -  Giancarlo Petaccia - Animador de televisión.
  -  Cecilia Bolocco - Modelo.
  -  Angélica Castro - Modelo.
  -  Antonio Banderas - Actor.
  -  Nicole - Cantante y jurado de Mi Nombre Es.
  -  Esteban Moráis - Chico reality.
  -  Francisco Saavedra - Panelista de Alfombra roja.
  -  Rodrigo Wainraihgt - Abogado y panelista de Alfombra roja.
  -  Pato Frez - Locutor.
  -  Helhue Sukni - Abogada.
  -  Jacob - Profeta.
  -  Sebastián Roco - Futbolista.
  -  Pedro Carcuro - Comentarista deportivo.
  -  Sergio Lagos - Animador de televisión.
  - Elenco de la teleserie Secretos en el jardín.
  -  Mauricio Flores - Humorista.
  -  Carolina de Moras - Animadora de televisión.
  -  Polo Ramírez - Periodista.
  -  Stefan Kramer - Imitador.
  -  Cristián Sánchez - Animador de televisión.
  -  Macarena Tondreau - Opinóloga.
  -  Francisco Pérez-Bannen - Actor de Secretos en el Jardín

### Ciclo 4 (2013—2014)
- 28 de diciembre de 2013 a 1 de febrero de 2014.
  -  Carmen Gloria Arroyo - Animadora de televisión y abogada.
  -  Sonia Fried - Madre de Nicolás Massú.
  -  José Miguel Viñuela - Presentador de televisión.
  -  Paulo Brunetti - Actor.
  -  Rafael Araneda - Presentador de televisión.
  -  Karen Bejarano - Cantante y animadora de televisión.
  -  Juan Pedro Verdier - Esposo de Karen Bejarano y animador de televisión.
  -  Iván Arenas Comediante.
  -  Pamela Díaz - Opinologa
  -  Francisca García-Huidobro - Animadora de televisión.

## Audiencia

### Ciclo 1 (2013)
| 1  | Viernes | 5 de abril  | 22:29 - 01:27 | 13,0 | Sexto   | [ 9 ]  |
| 2  | Viernes | 12 de abril | —             | —    | —       | —      |
| 3  | Viernes | 19 de abril | —             | —    | —       | —      |
| 4  | Viernes | 26 de abril | 22:30 - 01:31 | 10,7 | Octavo  | [ 10 ] |
| 5  | Viernes | 3 de mayo   | —             | —    | —       | —      |
| 6  | Viernes | 10 de mayo  | —             | —    | —       | —      |
| 7  | Sábado  | 18 de mayo  | 22:11 - 01:12 | 11,0 | Sexto   | [ 11 ] |
| 8  | Sábado  | 25 de mayo  | 22:11 - 00:58 | 12,4 | Tercero | [ 12 ] |
| 9  | Sábado  | 1 de junio  | 22:10 - 01:05 | 10,8 | Cuarto  | [ 13 ] |
| 10 | Sábado  | 8 de junio  | 22:11 - 01:00 | 11,6 | Cuarto  | [ 14 ] |
| 11 | Sábado  | 15 de junio | 22:12 - 01:03 | 10,2 | Cuarto  | [ 15 ] |
| 12 | Sábado  | 22 de junio | 22:12 - 01:27 | 10,7 | Quinto  | [ 16 ] |
| 13 | Sábado  | 29 de junio | 22:10 - 01:04 | 11,3 | Quinto  | [ 17 ] |

### Ciclo 2 (2013)
| 14 (1)  | Sábado | 6 de julio       | 22:11 - 01:28 | 11,4 | Tercero | [ 18 ] |
| 15 (2)  | Sábado | 13 de julio      | 22:10 - 01:26 | 9,8  | Cuarto  | [ 19 ] |
| 16 (3)  | Sábado | 20 de julio      | 22:11 - 01:20 | 11,8 | Tercero | [ 20 ] |
| 17 (4)  | Sábado | 27 de julio      | 22:11 - 01:04 | 10,6 | Cuarto  | [ 21 ] |
| 18 (5)  | Sábado | 3 de agosto      | 22:12 - 01:07 | 11,9 | Tercero | [ 22 ] |
| 19 (6)  | Sábado | 10 de agosto     | 22:12 - 00:59 | 10,6 | Tercero | [ 23 ] |
| 20 (7)  | Sábado | 17 de agosto     | 22:10 - 01:17 | 12,3 | Tercero | [ 24 ] |
| 21 (8)  | Sábado | 24 de agosto     | 22:12 - 00:54 | 12,0 | Tercero | [ 25 ] |
| 22 (9)  | Sábado | 31 de agosto     | 22:12 - 01:00 | 9,4  | Quinto  | [ 26 ] |
| 23 (10) | Sábado | 7 de septiembre  | 22:10 - 01:16 | 7,6  | Décimo  | [ 27 ] |
| 24 (11) | Sábado | 14 de septiembre | 22:11 - 00:55 | 10,3 | Quinto  | [ 28 ] |
| 25 (12) | Sábado | 21 de septiembre | 22:10 - 00:52 | 9,0  | Séptimo | [ 29 ] |

### Ciclo 3 (2013)
| 26 (1)  | Sábado | 28 de septiembre | —             | —    | —       | —      |
| 27 (2)  | Sábado | 5 de octubre     | 22:11 - 01:18 | 10,5 | Segundo | [ 30 ] |
| 28 (3)  | Sábado | 12 de octubre    | 22:10 - 01:20 | 9,5  | Tercero | [ 31 ] |
| 29 (4)  | Sábado | 19 de octubre    | 22:11 - 01:15 | 9,2  | Cuarto  | [ 32 ] |
| 30 (5)  | Sábado | 26 de octubre    | 22:11 - 01:08 | 8,7  | Quinto  | [ 33 ] |
| 31 (6)  | Sábado | 2 de noviembre   | 22:11 - 01:17 | 10,0 | Segundo | [ 34 ] |
| 32 (7)  | Sábado | 9 de noviembre   | 22:12 - 01:15 | 8,3  | Quinto  | [ 35 ] |
| 33 (8)  | Sábado | 16 de noviembre  | 22:11 - 01:12 | 8,3  | Quinto  | [ 36 ] |
| 34 (9)  | Sábado | 23 de noviembre  | —             | —    | —       | —}     |
| 35 (10) | Sábado | 30 de noviembre  | 22:12 - 00:37 | 8,4  | Tercero | [ 37 ] |
| 36 (11) | Sábado | 7 de diciembre   | 22:11 - 00:47 | 10,1 | Segundo | [ 38 ] |
| 37 (12) | Sábado | 14 de diciembre  | 22:10 - 00:30 | 8,5  | Tercero | [ 39 ] |
| 38 (13) | Sábado | 21 de diciembre  | —             | —    | —       | —}     |

### Ciclo 4 (2013-2014)
| 39 (1) | Sábado | 28 de diciembre | 22:12 - 00:42 | 9,9 | Segundo | [ 40 ] |
| 40 (2) | Sábado | 4 de enero      | 22:12 - 00:31 | 7,7 | Sexto   | [ 41 ] |
| 41 (3) | Sábado | 11 de enero     | 22:12 - 00:49 | 6,8 | Noveno  | [ 42 ] |
| 42 (4) | Sábado | 18 de enero     | 22:11 - 00:42 | 8,4 | Tercero | [ 43 ] |
| 43 (5) | Sábado | 25 de enero     | —             | —   | —       | —      |
| 44 (6) | Sábado | 1 de febrero    | 22:11 - 00:27 | 8,1 | Tercero | [ 44 ] |

     Episodio más visto.

     Episodio menos visto.

## Audiencias
| Edición            | Capítulos | Estreno                  | Final                    | Espectadores | Promedio |
| ------------------ | --------- | ------------------------ | ------------------------ | ------------ | -------- |
| Ciclo 1: 2013      | 13        | 5 de abril de 2013       | 29 de junio de 2013      | 654.000      | 10.9     |
| Ciclo 2: 2013      | 12        | 6 de julio de 2013       | 21 de septiembre de 2013 | 636.000      | 10.6     |
| Ciclo 3: 2013      | 13        | 28 de septiembre de 2013 | 21 de diciembre de 2013  | 522.000      | 8.7      |
| Ciclo 4: 2013–2014 | 6         | 28 de diciembre de 2013  | 1 de febrero de 2014     | 468.000      | 7.8      |